# Rottapharm Madaus
Rottapharm Madaus ist eine multinationale Pharmaunternehmensgruppe mit Hauptsitz in Monza (Italien). Sie ging aus der Firmenübernahme des deutschen Pflanzenpharmazeutika-Unternehmens Madaus durch das italienische Pharma-Unternehmen Rottapharm hervor.
Das Unternehmen ist eines der weltgrößten auf Entwicklung und Vertrieb von Naturpharmazeutika spezialisierten Pharmaunternehmen. Es beschäftigt in mehr als 85 Ländern über 2.000 Mitarbeiter und erzielte 2010 einen Umsatz von 600 Millionen Euro. Gründer und CEO des Unternehmens ist Luigi Rovati. Mitbewerber sind die Unternehmen Menarini und Recordati.
Im August 2014 kaufte der schwedische Pharmakonzern MEDA das gesamte Unternehmen für 2,3 Milliarden Euro.

## Geschichte
Das Unternehmen wurde 1961 von Professor Luigi Rovati, einem Professor für Pharmakologie an der Universität Pavia, als unabhängiges Forschungslaboratorium Rotta gegründet.
In den Folgejahrzehnten wuchs das Unternehmen zu einem Weltkonzern: 1978 wurde das deutsche Unternehmen Opfermann Arzneimittel (Sitz: Wiehl-Bomig) übernommen, 1979 die portugiesische Firma Delta. 1986 erwarb Rotta Produktion und Vertrieb des Unternehmens Rorer Italia und benannte dieses als produzierendes Schwesterunternehmen des Rotta-Laborzweiges in Rottapharm Srl um, 1989 kam das spanische Labor Gamir hinzu, unter Umbenennung der Rottapharm Srl in Rottapharm SA (Aktiengesellschaft). Im Januar 1991 entstand die französische Niederlassung Rottapharm Sarl. 1993 wurde ein weiteres spanisches Unternehmen, Fides, der Pharmacia Group abgekauft und ebenfalls in die Rottapharm SA integriert. Zwei Jahre später entstand eine Niederlassung in Peking (China). 1996 wurde Rottapharm-Silesia in Chile ins Leben gerufen, zunächst als ein Joint Venture mit der chilenischen Firma Silesia (zum Jahresbeginn 2000 erwarb Rottapharm an dem JV die Mehrheit der Stimmrechte). 1998 wurde die Rottapharm Ltd in Dublin (Irland) gegründet, sowie eine Verkaufs- und Marketinggesellschaft in Portugal (Rotta Farmaceutica), Thailand und Guatemala. Im Folgejahr wurde das italienische Unternehmen Laboratori Guieu akquiriert. Die indische Firma Elder gründete unter der Bezeichnung EW&F (Earth, Wind& Fire) einen Exklusivvertrieb von Rottapharm-Produkten in Indien. Noch im selben Jahr wurde eine weitere Vertriebsniederlassung in Malaysia aufgebaut. Zum Jahresbeginn 2000 wurde eine neue Vertriebsagentur in Spanien, Fides-EcoPharma, errichtet, im November folgte der Eintritt in den USA-Markt mit der Rotta Pharmaceuticals Inc., im selben Jahr entstanden außerdem Vertriebsniederlassungen in Panama, Honduras, El Salvador und Costa Rica. 2002 folgten weitere Vertriebsstellen in Russland, Tschechien, Bulgarien und Rumänien.
Im Jahr 2004 fusionierten das Rotta Forschungs- und Entwicklungslabor und Rottapharm, unter Umwandlung in die Aktiengesellschaft Rottapharm Spa. Der nächste Entwicklungsschritt folgte 2005 mit der Übernahme des Unternehmens Biochimici PSN, wodurch die Marktführerschaft im italienischen Markt für Körperpflegeprodukte erreicht war.
Ein weiterer großer Schritt war im Juni 2007 die Übernahme des deutschen Pflanzenpharmazeutika-Unternehmens Madaus, die bis dahin größte Firmenübernahme eines italienischen Pharmaunternehmens in Europa.
Im Juni 2014 verkündete die Eigentümerfamilie, das Unternehmen an die Börse zu bringen. Zunächst sollten 25 Prozent der Anteile verkauft werden. Doch dann wurde der Börsengang überraschend abgesagt. Stattdessen kaufte der schwedische Pharmakonzern Meda das gesamte Unternehmen für 2,3 Milliarden Euro.

## Konzernstruktur
Rottapharm Madaus ist in mehr als 85 Ländern mit eigenen Niederlassungen oder über Vertriebspartner vertreten. Das Hauptquartier und das Rotta Research Laboratorium, das Forschungszentrum des Unternehmens, befinden sich in Monza (Italien). Die Produktion erfolgt an insgesamt fünf Standorten in Italien, Irland, Deutschland, Spanien und Indien.

### Standorte

#### Afrika
- Madaus Ägypten (Kairo, Ägypten)
- Nycomed Madaus (Pty) Ltd. (Sandton, Südafrika)

#### Asien
- Rotta Beijing Office (Peking, China)
- Rottapharm China – Guangzhou office (Guangzhou, China)
- Rotta Pharmaceuticals (Hongkong, China)
- Rottapharm China – Shangai office (Shanghai, China)
- Madaus Pharmaceuticals Pvt. Ltd. (Goa, Indien)
- Rottapharm Malaysia (Selangor, Malaysia)
- Madaus Regional Office Jeddah (Dschidda, Saudi-Arabien)
- Rottapharm (Thailand) Co., Ltd. (Bangkok, Thailand)

#### Europa
- Rottapharm SpA, Hauptquartier (Monza, Italien)
- Madaus Ges.m.b.H (Wien, Österreich)
- Madaus Pharma S.A./N.V. (Brüssel, Belgien)
- Rottapharm SAS (Paris, Frankreich)
- Rottapharm Ltd. (Dublin, Irland)
- Rottapharm | Madaus GMBH (Köln, Deutschland)
- Madaus GMBH (Köln, Deutschland)
- Integral S.A. (Luxemburg, Luxemburg)
- Laboratórios Delta, Lda. (Lissabon, Portugal)
- Neo-Farmaceutica Lda. (Lissabon, Portugal)
- Rottapharm SL (Barcelona, Spanien)
- EUROMED S. A. (Barcelona, Spanien)
- Rottapharm Hellas (Athen, Griechenland)
- Rottapharm Russia (Moskau, Russland)
- Rottapharm SA (Chiasso, Schweiz)

#### Südamerika
- Rottapharm Chile (Santiago de Chile, Chile)

### Forschung
Rottapharm Madaus legt seinen Schwerpunkt auf die Forschung und Entwicklung natürlicher Phytopharmaka. Im fast 5000 m² großen Rotta Research Laboratorium in Monza (Italien) arbeiten etwa 100 Mitarbeiter regelmäßig an neuen Wirkstoffen. Zu den wichtigsten Einrichtungen gehören ein Labor für pharmakologische Biochemie, ein Labor für Zell- und Molekular-Pharmakologie, ein allgemeines Pharmakologie-Labor, ein Pathologie-Labor sowie ein Labor für Neuropharmakologie.
Die unternehmenseigenen Forschungseinrichtungen für Pharmazeutische Chemie sind spezialisiert auf die Konzeption, Synthese und Reinigung neuer chemischer Substanzen mit pharmakologischen Aktivitäten. Die restlichen Labore des Monza-Hauptquartiers widmen sich unter anderem der Qualitätskontrolle sowie der Forschung und Entwicklung von dermo-kosmetischen Systemen.

## Produkte
Rottapharm Madaus spezialisiert sich auf den Vertrieb von Phytopharmaka. Zu den bekanntesten Produkten zählt das Grippe- und Erkältungsmittel Echinacin (von Chemie Grünenthal auch im Präparat Citocillin verwendet und als „histotrop“ und protoplasmaaktivierend bezeichnet), das Nahrungsergänzungsmittel Armolipid Plus sowie Sagella für die Pflege und gegen Infektionen des Intimbereichs.
Eine nicht-interventionelle Studie des Herstellers bestätigte 2014 eine positive Wirkung von Echinacin Liquidum auf den Körper: Der Krankheitsverlauf werde verkürzt und im Vergleich zu konventionellen Erkältungs- und Grippemitteln sei es besser verträglich.
Hier eine Auflistung aller Produkte in alphabetischer Reihenfolge:
| Produktname                                                       | Inhaltsstoffe | Anwendungsgebiet | erhältlich in                            |
| ----------------------------------------------------------------- | --- | --- | ---------------------------------------- |
| Acimed                                                            | L-Methionin | Harnansäuerung bei Harnwegsinfekten, zur Vermeidung von Harnsteinen, zur Verbesserung der Wirkung von Antibiotika und bei Paracetamol-Vergiftung | A                                        |
| AFTAB Hafttabletten                                               | Triamcinolonacetonid | Aphthen der Mundschleimhaut | D                                        |
| Agiocur                                                           | Samen und Samenschalen des Indischen Flohsamens (Plantago ovata)                                                                      | chronischer Verstopfung; Erkrankungen, bei denen eine erleichterte Darmentleerung erwünscht ist.                                                 | A, D; CH: Agiolax mite                   |
| Agiolax                                                           | Samen und Samenschalen des Indischen Flohsamens (Plantago ovata), Sennesfrüchte standardisiert auf Sennoside                          | Verstopfungen | A, D, CH                                 |
| Agiolax Pico                                                      | Natriumpicosulfat | Verstopfungen | D                                        |
| Agnofem                                                           | Agnus castus | Regelbeschwerden, prämenstruelles Syndrom PMS, unregelmäßige Zyklen, Brustspannen/Mastodynie                                                     | A; D: Agnolyt                            |
| Armolipid Plus                                                    | Roter Hefereis, Berberin, Policosanol, Folsäure, Coenzym Q10, Astaxanthin                                                             | senkt den Cholesterin- und Triglyceridspiegel im Blut                                                                                            | A                                        |
| Biomagnesin Madaus                                                | Magnesium | Muskelkrämpfe | D                                        |
| Calcigen D                                                        | Calcium, Vitamin D3 | Osteoporose | D                                        |
| DEDREI vital                                                      | Königin der Nacht (Cactus grandiflorus), Weißdorn (Crataegus), Campher (Cinnamomum camphora), Aether sulfuricus, Baldrian (Valeriana) | Herz-Kreislauf-Probleme | D                                        |
| Dona                                                              | Kristallines Glucosaminsulfat-Natriumchlorid                                                                                          | Arthrose | A, D                                     |
| Echinacin Tropfen/Liquidium, Saft, Capsetten, Tabletten, Lipstick | Press-Saft aus Echinacea purpurea (Purpursonnenhutkraut)                                                                              | Behandlung und Vorbeugung von Erkältungskrankheiten                                                                                              | A, D (+Salbe), CH (nur Tropfen)          |
| Estromineral Gel                                                  | Soja-Extrakt mit 90 % Isoflavonen, Lactobacillus sporogenes, Milchsäure, Diglycerol-Komplex, Calendula officinalis Extrakt            | Beeinträchtigung der Vaginalschleimhaut in den Wechseljahren                                                                                     | A                                        |
| Estrominal Tabletten                                              | Soja-Isoflavone, Lactobacillus sporogenes, Calcium, Vitamin D3                                                                        | Wechseljahrbeschwerden | D                                        |
| Estromineral serena Tabletten                                     | Soja-Isoflavone, Lactobacillus sporogenes (Bacillus coagulans), Honokiol im Magnolienextrakt, Magnesium, Calcium, Vitamin D3          | Schlafstörungen und psychische Anspannung im Rahmen von Wechseljahrbeschwerden                                                                   | A                                        |
| GO-ON                                                             | Natrium-Hyaluronat | Arthrotische Beschwerden | A, D                                     |
| EXTIN® N                                                          | Ammoniumchlorid | Harnwegsinfektion | D                                        |
| Laryngsan                                                         | Zink | Nahrungsergänzungsmittel | D                                        |
| Legalon 70 mg/140 mg Kapseln                                      | Trockenextrakt aus Mariendistelfrüchten                                                                                               | Leberschäden, entzündliche Lebererkrankungen, Leberzirrhose                                                                                      | A, D, CH                                 |
| Legalon SIL                                                       | Silibinin aus Mariendistelextrakt | Knollenblätterpilz-Vergiftung; in Ö nationale Zulassung für Hepatitis C (Non-Responder)                                                          | A, D, CH                                 |
| Lektinol Ampullen                                                 | Mistelkraut-Flüssigextrakt (Viscum album) standardisiert auf Mistellektin                                                             | zur Verbesserung der Lebensqualität bei der Behandlung von Brustkrebs                                                                            | A, D                                     |
| Lomaherpan® Fieberblasen Creme                                    | Trockenextrakt aus Melissenblättern                                                                                                   | Fieberblasen (Herpes simplex labialis), häufiger Herpes-Befall                                                                                   | A                                        |
| LomaProtect Lippenschutzstift                                     | Trockenextrakt aus Melissenblättern                                                                                                   | Schutz vor Fieberblasen | A                                        |
| Lucovit' Ginkgo biloba Tabletten                                  | Ginko Blattextrakt | nachlassendes Gedächtnis und Konzentrationsstörungen                                                                                             | A                                        |
| My Bellence                                                       | Vitamine | Nährstoffkombination für Frauen | D                                        |
| Nosweat Kapseln                                                   | Salbeiblätter-Extrakt | übermäßiges Schwitzen | A                                        |
| Prosta Urgenin Kapseln                                            | Sägepalmenfrüchte-Extrakt (Sabal serrulata)                                                                                           | Beschwerden beim Urinieren (Miktionsbeschwerden)                                                                                                 | A; D: Prosta Urgenin® Uno; CH:           |
| Reparil 20 mg Dragées                                             | Amorphisiertes Aescin | Venenentzündung, Krampfadern, Schmerzen der Wirbelsäule, Kopfschmerzen nach Gehirnerschütterung, Sehnenscheidenentzündung                        | A, D                                     |
| Reparil Gel                                                       | Aescin, Diethylaminsalicylat | Venenentzündungen und Venenpflege, Krampfadern, Sportverletzungen, Sehnenscheidenentzündung                                                      | A; D: Reparil® Gel N; CH: Reparil® N Gel |
| Reparil Ice Spray                                                 | Menthol, Kampfer | Sportverletzungen | A, D                                     |
| Sagella aktiv Gel                                                 | Thymian-Extrakt, Hyaluronsäure | Pflege bei Infektion des Intimbereichs mit Bakterien und Pilzen                                                                                  | A                                        |
| Sagella aktiv Waschlotion                                         | Thymian-Extrakt, Milchsäure | Hygiene bei Infektion des Intimbereichs | A, CH                                    |
| SAGELLA MEN                                                       | | Dusch-Lotion | D                                        |
| SAGELLA Sensitive                                                 | | Pflege-Balsam | D                                        |
| SAGELLA pH 3,5                                                    | | Intimpflege für Frauen bis zu den Wechseljahren                                                                                                  | D                                        |
| SAGELLA hydramed                                                  | | Intimpflege für Frauen mit erhöhtem Infektionsrisiko                                                                                             | D                                        |
| SAGELLA poligyn                                                   | | Intimpflege in den Wechseljahren | D                                        |
| Salviagalen                                                       | Fenchel, Kamille, Nelke, Pfefferminze, Salbei, Thymian; Fluorid                                                                       | pflanzliche Zahncreme | A, D                                     |
| Salviathymol N                                                    | Salbei, Eukalyptus, Pfefferminze, Zimtbaum, Nelke, Fenchel, Anis, Thymol, Levomenthol                                                 | Entzündungen im Mund, Parodontose | D                                        |
| Spasmolyt                                                         | Trospiumchlorid 20mg | Harninkontinenz, Harndrang, Reizblase, Pollakisurie                                                                                              | A, D; CH: Spasmo Urgenin Neo             |
| Tasectan                                                          | Gelatinetannat | Durchfall | D                                        |
| Uralyt-U Granulat                                                 | Hexakalium-hexanatrium-trihydrogen-pentacitrat                                                                                        | Harnsteine | A, D                                     |
| Urgenin Blasenkapseln                                             | Bärentraubenblätter-Extrakt, Cranberry-Frucht Konzentrat                                                                              | Harnwegsinfektion | A                                        |
| Urivesc 60 mg Retardkapseln                                       | Trospiumchlorid | Dranginkontinenz bei überaktiver Blase, Harndrang                                                                                                | A, D                                     |
| Vetren                                                            | Heparin-Natrium | Venentherapie | D                                        |
| Zymafluor                                                         | Natriumfluorid | Karies | A, CH                                    |